# FLOW
플로(FLOW)는 일본의 사이타마현 출신인 남자 믹스처 록 밴드이다. 프로듀서는 가메다 세이지(亀田 誠治)이다.

## 개략
1998년 형제인 고시와 다케가 플로를 결성하여, 1999년에 게이고, 고츠와 이와사키가 가입했다. 2003년에 발매한 인디즈(indies, 자주 제작) 싱글 "贈る言葉"(선물하는 말)로 이야기돼서, 동년 7월 21일 싱글 "ブラスター"(블래스터)로 데뷔했다. 그 뒤도 "流星"(유성), "GO!!!", "DAYS" 등이 히트를 기록했다.

## 멤버
- 고시 (KOHSHI) : MC

1977년 4월 22일생, 사이타마현 출신
- 게이고 (KEIGO) : MC

1977년 7월 1일생, 도쿄도 출신
- 다케 (TAKE) : 기타

1978년 8월 31일생, 사이타마현 출신
- 고츠 (GOT'S) : 베이스 기타

1977년 1월 26일생, 니가타현 출신
- 이와사키 (IWASAKI) : 드럼

1969년 11월 21일생, 오사카부 출신

## 디스코그래피

### 인디즈

#### 싱글
- SUNSHINE 60（2002년 8월 31일）
- Like a Rolling Snow（2002년 11월 27일）
- 贈る言葉（2003년 1월 15일）
- メロス（2003년 4월 30일）

#### 앨범
- FLOW #0（2001년 10월 23일）
- SPLASH!!!～遥かなる自主制作BEST～SPLASH!!!～遥かなる自主制作BEST～（2003년 5월 21일)

### 메이저

#### 싱글
- ブラスター（2003년 7월 21일）
- ドリームエクスプレス（2003년 9월 21일）
- 流星/シャリララ（2004년 2월 18일）
- GO!!!（2004년 4월 28일）
- Life is beautiful（2004년 11월 3일)
- Rookie/Stay Gold（2005년 4월 27일）
- DAYS（2005년 6월 1일）
- Garden 〜Summer Edit〜（2005년 8월 3일）
- Re:member（2006년 5월 31일）
- Around the world/KANDATA（2006년 9월 13일）
- COLORS（2006년 11월 8일）
- Answer（2007년 8월 1일）
- 冬の雨音/NIGHT PARADE by FLOW∞HOME MADE 家族（2007년 11월 28일）
- ありがとう（2008년 2월 20일）
- WORD OF THE VOICE（2008년 6월 4일）
- WORLD END（2008년 8월 13일）
- SNOW FLAKE 〜記憶の固執〜/PULSE（2008년 12월 10일)

#### 앨범
- GAME（2004년 5월 26일）
- Golden Coast（2005년 7월 20일）
- アイル（2008년 3월 19일）
- #5（ナンバーファイブ)(2009년 1월 28일）

#### 베스트 앨범
- FLOW THE BEST（2006년 12월 20일）

#### DVD
- The Play Off～GAME1～（2004년 12월 1일）
- Countdown Live 2006-2007 『キズナファクトリー ～ディファ年明け～』（2007년 3월 21일）
- FLOW THE VIDEO (2008년 9월 3일)
- FLOW LIVE TOUR 2007-2008 「アイル」FINAL at日本武道館（2008년 12월 24일）

## 같이 보기
- 로드 오브 메이저 - 친구인 록 밴드
- 동경사변 - 프로듀서인 가메다 세이지가 소속되어 있는 록 밴드.